# Lista celor mai costisitoare filme de animație
Următoarele filme de animație au costat peste 150 de milioane de dolari americani. Pixar este studioul cu cele mai multe filme, având 10 producții în listă. Franciza Shrek  este cea mai reprezentată, având 2 filme în listă.  
| Loc | Titlu                       | An   | Cost (est.) (milioane) | Ref. & note             |
| --- | --------------------------- | ---- | ---------------------- | ----------------------- |
| 1   | Tangled                     | 2010 | $260                   | [ 2 ] [ 3 ] [ 4 ] [ 5 ] |
| 2   | Toy Story 3                 | 2010 | $200                   | [ 6 ] [ 7 ]             |
| 2   | Cars 2                      | 2011 | $200                   | [ 8 ] [ 9 ] [ 10 ]      |
| 2   | Monsters University         | 2013 | $200                   | [ 11 ]                  |
| 2   | Finding Dory                | 2016 | $200                   | [ 12 ]                  |
| 6   | Brave                       | 2012 | $185                   | [ 13 ]                  |
| 7   | WALL-E                      | 2008 | $180                   | [ 14 ] [ 15 ]           |
| 8   | Monsters vs. Aliens         | 2009 | $175                   | [ 16 ] [ 17 ] [ 18 ]    |
| 8   | Up                          | 2009 | $175                   | [ 19 ] [ 20 ]           |
| 8   | A Christmas Carol           | 2009 | $175                   | [ 21 ] [ 22 ]           |
| 8   | Inside Out                  | 2015 | $175                   | [ 23 ] [ 24 ]           |
| 8   | The Good Dinosaur           | 2015 | $175                   | [ 25 ] [ 26 ]           |
| 13  | How to Train Your Dragon    | 2010 | $165                   | [ 27 ] [ 28 ] [ 29 ]    |
| 13  | Shrek Forever After         | 2010 | $165                   | [ 30 ]                  |
| 13  | Wreck-It Ralph              | 2012 | $165                   | [ 31 ]                  |
| 13  | Big Hero 6                  | 2014 | $165                   | [ 32 ] [ 33 ]           |
| 17  | The Polar Express           | 2004 | $160                   | [ 34 ] [ 35 ]           |
| 17  | Shrek the Third             | 2007 | $160                   | [ 36 ]                  |
| 18  | Mars Needs Moms             | 2011 | $150                   | [ 37 ]                  |
| 18  | Bee Movie                   | 2007 | $150                   | [ 38 ]                  |
| 18  | Bolt                        | 2008 | $150                   | [ 39 ]                  |
| 18  | Madagascar: Escape 2 Africa | 2008 | $150                   | [ 40 ]                  |
| 18  | Ratatouille                 | 2007 | $150                   | [ 41 ]                  |
| 18  | Frozen                      | 2013 | $150                   | [ 42 ] [ 43 ]           |
| 18  | Kung Fu Panda 2             | 2011 | $150                   | [ 44 ]                  |
| 18  | Chicken Little              | 2005 | $150                   | [ 45 ]                  |
| 18  | Shrek 2                     | 2004 | $150                   | [ 46 ]                  |
| 18  | Zootopia                    | 2016 | $150                   | [ 47 ]                  |
| 18  | Moana                       | 2016 | $150                   | [ 48 ] [ 49 ]           |

* Officially acknowledged figure.

## Legături externe
Format:Animație

## Vezi și
- Lista celor mai costisitoare filme